# Nothing but the Truth (película sudafricana)
Nothing but the Truth es una película sudafricana de 2008. 

## Sinopsis
En New Brighton (Sudáfrica), Sipho Makhaya, bibliotecario de 63 años, se prepara para recibir el cuerpo de su hermano, Themba, fallecido recientemente en su exilio londinense, y considerado un héroe del movimiento antiapartheid. Nothing but The Truth estudia el contraste entre los negros que se quedaron en Sudáfrica y arriesgaron sus vidas para liderar la lucha contra el apartheid y los que volvieron triunfalmente del exilo.
La película es una adaptación cinematográfica del conocido espectáculo que interpretó en solitario durante años el actor y director John Kani.

## Premios
- Écrans Noirs (Yaundé) 2009
- Fespaco (Uagadugú) 2009
- Festival de Cine de Harare 2009